# Makoto Kobayashi
Makoto Kobayashi (Japans: 小林 誠, Kobayashi Makoto) (Nagoya, 7 april 1944) is een Japans natuurkundige.
Hij is bekend om zijn bijdragen aan de theorie van de CP-schending in de zwakke wisselwerking, gezamenlijk met Toshihide Maskawa. Dit heeft onder andere geleid tot de Cabibbo-Kobayashi-Maskawa-matrix, die aangeeft hoe verschillende "smaken" quarks (up, down en strange) voor de zwakke wisselwerking eigenlijk mengsels zijn van eigentoestanden voor vrije quarks. Zo kan men beschrijven hoe quarks door de zwakke wisselwerking van smaak veranderen.
In 2008 ontving Kobayashi de Nobelprijs voor de Natuurkunde samen met Toshihide Maskawa voor hun ontdekking van de oorsprong van de gebroken symmetrie, die voorspelt dat er ten minste drie quarkgeneraties in de natuur voorkomen.

## Biografie
Kobayashi studeerde natuurkunde aan de universiteit van Nagoya. Na het behalen van zijn Ph.D. in 1972 hij als onderzoeker deeltjesfysica werkzaam bij de universiteit van Kioto. Samen met zijn collega Toshihida Maskawa slaagde hij erin om met de door Yoichiro Nambu ontwikkelde theorie van de spontane symmetriebreking het vreemde verval van het kaon te verklaren. Bij het verval van een kaon – een subatomair deeltje dat uit een d-quark en een anti-s-quark is opgebouwd – konden twee verschillende symmetriebrekingen voorkomen die met de toen geldende theorieën niet waren te verklaren.
Met hun Cabibbo-Kobayashi-Maskawa-matrix zagen Kobayashi en Maskawa dat in de natuur zes verschillende quarks, verdeeld over drie generaties, moeten voorkomen. Toen hun artikel in 1972 verscheen waren er slechts drie quarks experimenteel bewezen. Tussen 1974 en 1994 werden de ontbrekende deeltjes door wetenschappers inderdaad ontdekt. Hun theorie voorspelde ook dat bij andere deeltjes, de B-mesonen, de symmetrie zou verbroken worden. Deze voorspelling werd in 2001 bevestigd.
In 1979 werd hij assistent professor van het National Laboratory of High Energy Physics, in 1989 werd hij er professor en hoofd van de Fysica-divisie II. Van 1997 tot 2006 was hij hoogleraar aan het Instituut van Deeltjes en Kernwetenschap.

## Werken
- Topaz Vertex Chamber (1990)
- Superstrings and Conformal Field Theories (1991, met Maskawa)